# Nam Alps
Nam Alps / Kā Tiritiri o te Moana là một dãy núi kéo dài dọc theo phần lớn chiều dài của Đảo Nam của New Zealand, đạt đến độ cao lớn nhất gần phía tây của dãy. Tên "Nam Alps" thường dùng để chỉ toàn bộ dãy núi, mặc dù các tên riêng biệt được đặt cho nhiều dãy núi nhỏ hơn tạo thành một phần của nó.
Phạm vi bao gồm Phân chia chính của Đảo Nam, ngăn cách các lưu vực nước ở phía đông dân cư đông đúc hơn của đảo với những người ở bờ biển phía tây. Về chính trị, các Phân chia chính tạo thành ranh giới giữa vùng Marlborough, Canterbury và Otago ở phía đông nam và vùng Tasman và West Coast phía tây bắc.

## Địa lý

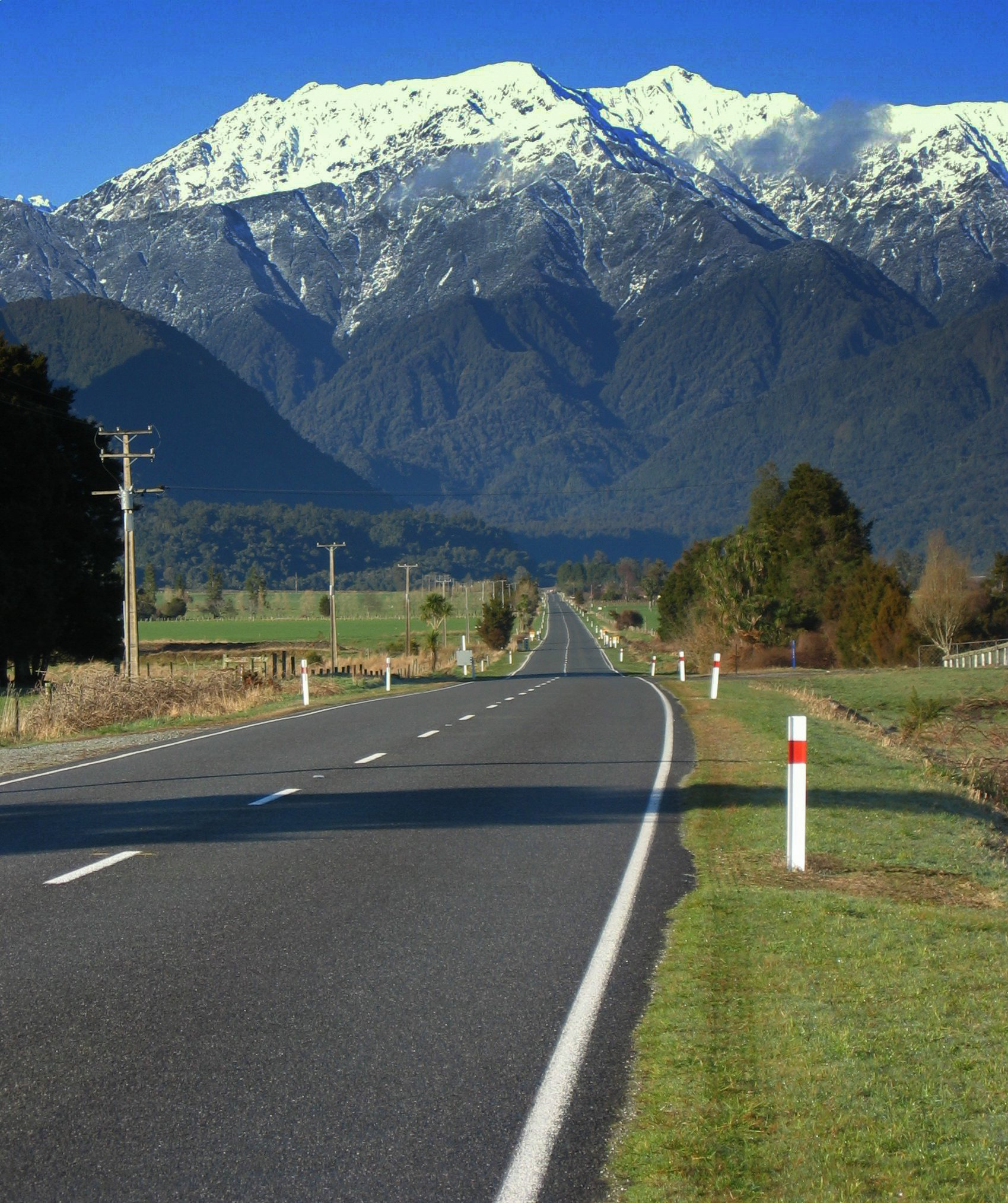
Quang cảnh phía tây dãy Alps phía nam từ một con đường gần Hari Hari, Westland

Nam Alps kéo dài khoảng 500 km  theo hướng đông bắc đến tây nam. Đỉnh cao nhất của nó là Aoraki / Mount Cook, điểm cao nhất ở New Zealand với 3.724 mét (12.218 ft). Nam Alps bao gồm mười sáu điểm khác vượt quá 3.000 mét (9.800 ft)   về chiều cao. Các dãy núi bị chia cắt bởi các thung lũng sông băng, nhiều trong số đó được lấp đầy bởi các hồ băng ở phía đông bao gồm Hồ Coleridge ở phía bắc đến Hồ Wakatipu ở Otago ở phía nam. Theo một cuộc kiểm kê được thực hiện vào cuối những năm 1970, dãy Alps phía Nam chứa hơn 3.000 sông băng lớn hơn một ha, dài nhất trong số đó - sông băng Tasman - là 23,5 kilômét (14,6 mi)   đã rút lui khỏi mức tối đa gần đây là 29 kilômét (18 mi)   vào những năm 1960.
Các khu dân cư bao gồm Maruia Springs, một spa gần Đèo Lewis, thị trấn đèo Arthur và Làng Mount Cook.
Các điểm giao cắt chính của Nam Alps trong mạng lưới đường bộ New Zealand bao gồm Đèo Lewis (SH7), Đèo Arthur (SH73), Đèo Haast (SH6) và đường đến Milford Sound (SH94).
Nam Alps được Thuyền trưởng Cook đặt tên vào ngày 23 tháng 3 năm 1770, người đã mô tả "chiều cao phi thường" của dãy núi này.  Trước đây dãy núi này đã được Abel Tasman ghi nhận vào năm 1642, với mô tả về bờ biển phía tây của Đảo Nam thường được dịch là "một vùng đất cao lên". Sau khi thông qua Đạo luật Giải quyết Khiếu nại Ngãi Tahu 1998, tên của dãy núi đã chính thức được đổi thành Nam Alps / Kā Tiritiri o te Moana.